# Miklós Németh (Politiker)

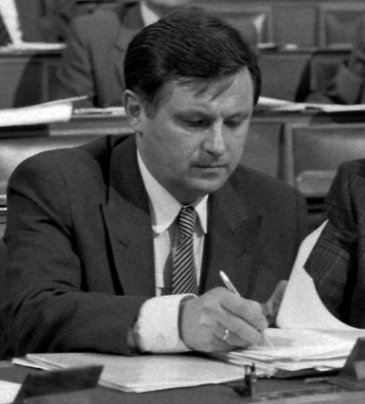
Miklós Németh, 1989

Miklós Németh [ˈmikloːʃ ˈneːmɛt] (* 24. Januar 1948 in Monok) ist ein ungarischer Politiker und war vom 23. November 1988 bis zum 23. Mai 1990 ungarischer Ministerpräsident. Er gehörte zum damaligen Reformflügel der Ungarischen Sozialistischen Arbeiterpartei (ungarisch: Magyar Szocialista Munkáspárt, MSZMP).
Nemeth wurde als Sohn eines Kleinbauern geboren. Er studierte Volkswirtschaft (Abschluss 1971 in Budapest). Ab 1981 war er Mitarbeiter (ab 1986 Abteilungsleiter) der wirtschaftspolitischen Abteilung des Zentralkomitees der regierenden Ungarischen Sozialistischen Arbeiterpartei.

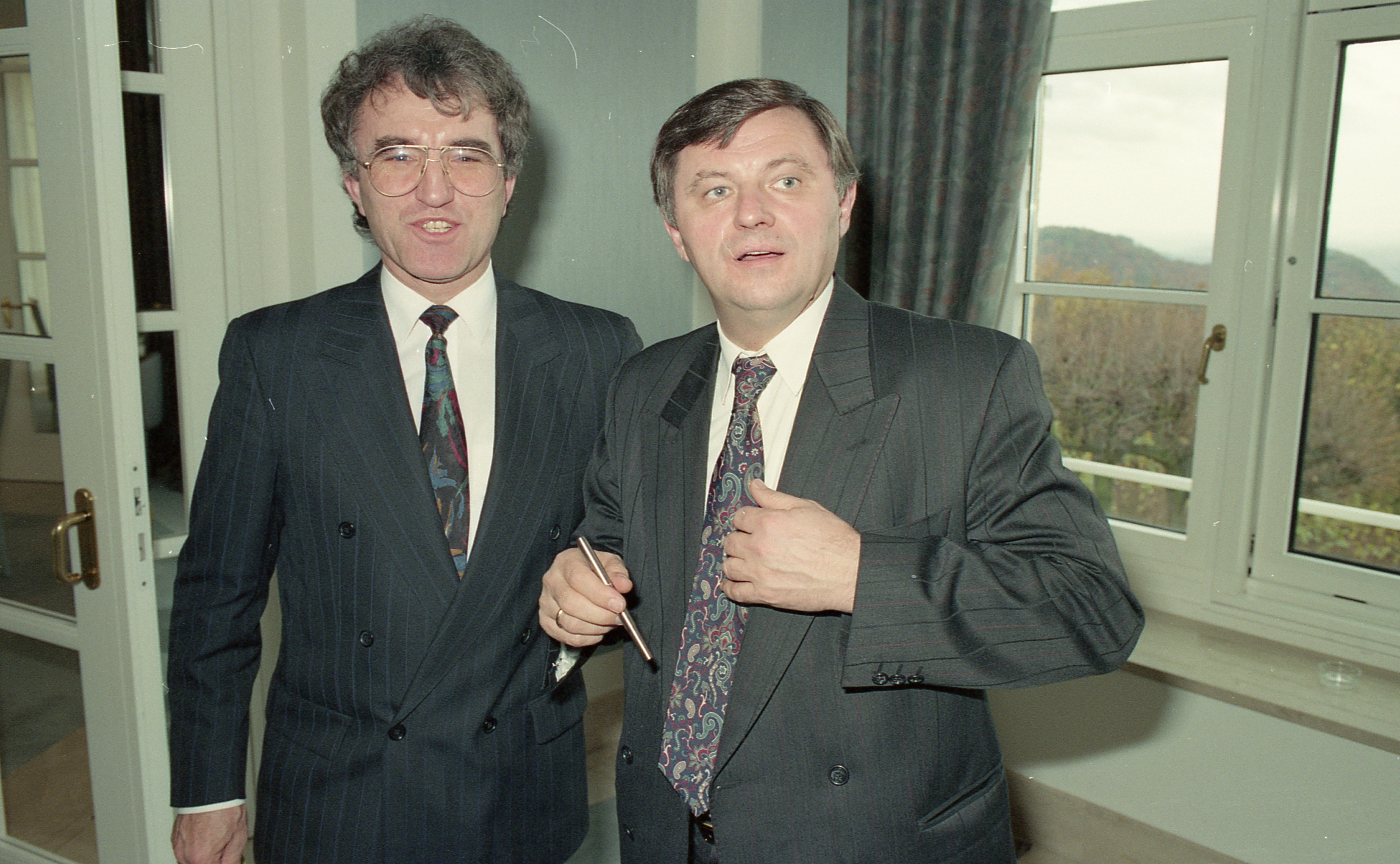
Németh (rechts) mit Horst Teltschik, Berater von Helmut Kohl (1991)

Nemeth wurde im November 1988 Ministerpräsident Ungarns. In seiner Amtszeit trug er zum Fall des Eisernern Vorhangs bei, indem er ab Mai 1989 die maroden ungarischen Grenzanlagen an der Grenze zu Österreich nicht kostenintensiv sanieren, sondern abbauen ließ. Dies ermöglichte unter anderem vielen DDR-Bürgern die Flucht nach Österreich, und damit weiter in die Bundesrepublik Deutschland, und gilt auch als ein Auslöser des Falles der Berliner Mauer. Unter seiner Regierungszeit wurde Imre Nagy rehabilitiert und am 23. Oktober 1989 die Ungarische Republik ausgerufen.
Nach dem Ausscheiden aus dem Amt des Ministerpräsidenten (im Mai 1990) wurde Németh Vizepräsident der Europäischen Bank für Wiederaufbau und Entwicklung. Dieses Amt hatte er bis 2000 inne. Anschließend scheiterte er bei dem Versuch, der Ministerpräsidentenkandidat für die Ungarische Sozialistische Partei (ungarisch: Magyar Szocialista Párt, MSZP) bei den Wahlen 2002 zu werden, sein Kontrahent Péter Medgyessy konnte die Wahl schließlich für sich entscheiden.
Miklós Németh wurde vom Entwicklungsprogramm der Vereinten Nationen (UNDP) am 11. September 2007 zum Leiter des neuen Ausschusses ernannt, der die Aktivitäten der Nordkoreanischen Behörden beobachtet. Der Ausschuss wird die Arbeit des UN-Rates der Rechnungsprüfer, die ihre Arbeit im Januar 2007 auf Anfrage des UN-Generalsekretärs Ban Ki-moon aufgenommen haben, ergänzen. Im Jahr 2014 wurde ihm der Point-Alpha-Preis verliehen.